# Ретењо (Лоди)
Ретењо је насеље у Италији у округу Лоди, региону Ломбардија.
Према процени из 2011. у насељу је живело 960 становника. Насеље се налази на надморској висини од 58 м.